# دبلیودبلیوئی ۲کی۲۵
دبلیودبلیوئی ۲کی۲۵، (به انگلیسی: WWE 2K25)، یک بازی ویدئویی ورزشی کشتی کج است که توسط استودیو ویژوال کانسپتس توسعه یافته و توسط شرکت ۲کی منتشر شده‌است. این بازی، بیست‌وپنجمین نسخه از مجموعه بازی‌های ویدیویی مبتنی بر دبلیودبلیوئی، یازدهمین بازی تحت عنوان دبلیودبلیوئی ۲کی و دنباله‌ای بر دبلیودبلیوئی ۲کی۲۴ محسوب می‌شود. این بازی در تاریخ ۱۴ مارس ۲۰۲۵ برای پلتفرم‌های پلی‌استیشن ۴، پلی‌استیشن ۵، مایکروسافت ویندوز، ایکس‌باکس وان و ایکس‌باکس سری اکس و سری اس منتشر شد و قرار است در تاریخ ۲۴ ژوئیهٔ ۲۰۲۵ برای کنسول نینتندو سوئیچ ۲ نیز منتشر شود.
این بازی نقدهای عمدتاً مثبتی دریافت کرد؛ منتقدان بهبودهای تدریجی از جمله مکانیک کشتی‌زنجیره‌ای و افزوده‌های جدید به حالت‌های مختلف بازی را تحسین کردند، هرچند حالت جدید "The Island" (که الگوبرداری‌شده از حالت "The City" در مجموعه ان‌بی‌ای ۲کی است) به دلیل توسعه‌نیافتگی و تأکید بیش از حد بر ارتقاهای مبتنی بر پرداخت درون‌برنامه‌ای مورد انتقاد قرار گرفت.

## گیم‌پلی
بازی دبلیودبلیوئی ۲کی۲۵ عمدتاً بر پایهٔ مکانیک‌های نسخهٔ قبلی ساخته شده‌است، از جمله مکانیک "کشتی‌زنجیره‌ای"، کلاس جدیدی از کشتی‌گیران با عنوان "غول‌پیکر" (که یک نوار جان اضافی دارند و باید ابتدا تخلیه شود تا آسیب ببینند)، و مسابقات نمایشی جدید نظیر "Underground" و "Bloodline Rules" (نوعی مسابقهٔ بدون قانون الهام‌گرفته از مسابقهٔ اصلی رسلمانیا ۴۰، که به کشتی‌گیران امکان سه دخالت‌کننده می‌دهد که درون رینگ باقی می‌مانند). برای اولین‌بار در تاریخ این مجموعه، پشتیبانی از مسابقات بین‌جنسیتی نیز در این نسخه اضافه شده‌است.
حالت Showcase با محوریت خانواده آنوآئی و گروه The Bloodline طراحی شده‌است و بر چهره‌هایی مانند رکیشی، رومن رینز، تامینا اسنوکا، اوسوز و یوکوزونا تمرکز دارد. حالت‌های MyFaction, MyGM و Universe نیز بازگشته‌اند؛ در حالت GM، پشتیبانی از مسابقات شبیه‌سازی‌شده آنلاین افزوده شده و در حالت Universe، پشتیبانی از پروموها بازگشته است. حالت داستانی MyRise، روایت‌گر گروهی از کشتی‌گیران ان‌اکس‌تی است که در تلاش برای تسلط بر راو و اسمک‌داون هستند. حالت جدیدی با نام The Island نیز افزوده شده‌است که یک حالت آنلاین بازیکن در مقابل بازیکن و محیط با الهام از فرهنگ ساموآ است. این حالت بر اساس "The City" در بازی‌های اخیر ان‌بی‌ای ۲کی طراحی شده و از شخصیت‌های سفارشی بازیکنان استفاده می‌کند.

## توسعه
در تاریخ ۶ ژانویه، در اولین قسمت دبلیودبلیوئی راو که از نتفلیکس پخش شد، طی بخشی با حضور رومن رینز و پل هیمن، برای نخستین‌بار به دبلیودبلیوئی ۲کی۲۵ اشاره شد. در این بخش، رینز از برنامه‌اش برای داشتن یک پلتفرم بزرگ به‌منظور "به‌رسمیت‌شناخته‌شدن (acknowledge)" توسط جهانیان به‌عنوان رئیس قبیله (Tribal Chief) سخن گفت؛ این موضوع پس از پیروزی‌اش در مقابل سولو سیکوا در مسابقه قبیله‌ای (Tribal Combat) در تاریخ ۲۷ ژانویه مطرح شد. در همان روز، در قسمت دیگری از راو، پل هیمن اعلام کرد که چهرهٔ روی جلد دبلیودبلیوئی ۲کی۲۵، رومن رینز خواهد بود. روز بعد، ۲کی تریلری شامل گیم‌پلی، نسخه‌های ویژه و تاریخ‌های پیش‌فروش بازی منتشر کرد.
در تاریخ ۶ فوریه، وب‌سایت IGN نخستین تریلر کامل گیم‌پلی بازی را منتشر کرد.

## انتشار
دبلیودبلیوئی ۲کی۲۵ در تاریخ ۱۴ مارس ۲۰۲۵ منتشر شد. هدایای پیش‌خرید بازی شامل نسخه دیجیتال دبلیودبلیوئی ۲کی۲۴ و پنج کارت شخصیت وایت سیکس برای حالت MyFaction بود. دو نسخه ویژه نیز معرفی شد: نسخهٔ "Deadman Edition" که شامل محتوا و آیتم‌های مربوط به آندرتیکر است، نسخهٔ "Bloodline Edition" که نسخه‌ای کامل‌تر از Deadman Edition است و شامل محتوای ویژهٔ The Bloodline و رسلمانیا ۴۱ می‌شود و امکان دسترسی زودهنگام به بازی از ۷ مارس را فراهم می‌کرد.
در تاریخ ۱ ژوئیه ۲۰۲۵، شرکت ۲کی اعلام کرد که نسخه نینتندو سوئیچ ۲ بازی در تاریخ ۲۳ ژوئیه منتشر خواهد شد.

## بازخورد
بنا بر بازبینی جمعی وب‌سایت متاکریتیک، بازی دبلیودبلیوئی ۲کی۲۵ «بازخوردهای عمدتاً مثبتی» دریافت کرده‌است.
وب‌سایت IGN معتقد بود که این نسخه نسبت به دبلیودبلیوئی ۲کی۲۴ پیشرفت داشته و نوشت: «بازی ظاهر فوق‌العاده‌ای دارد، همچنان از لحاظ گیم‌پلی خوب عمل می‌کند و محتوای زیادی دارد؛ از جمله به‌روزرسانی‌های کوچک اما خوشایندی مانند مسابقات بین‌جنسیتی و به‌روزرسانی‌های بزرگ‌تر نظیر حالت‌های جدید MyRise و Showcase.» همچنین به بهبودهای ارائه‌ای حالت Showcase اشاره شد، از جمله استفاده از کات‌سین‌های داخل موتور بازی به‌جای استفاده از فیلم‌های آرشیوی مانند دبلیودبلیوئی ۲کی۲۴. با این حال، حالت The Island علی‌رغم ایدهٔ جذابش، به دلیل اجرا ضعیف، خلوت بودن و تکیه زیاد بر مبارزات مبتنی بر پرداخت پولی مورد انتقاد قرار گرفت.
وب‌سایت GameSpot نیز دیدگاهی مشابه داشت و بهبودهایی مانند کشتی‌زنجیره‌ای را عاملی برای واقعی‌تر شدن مسابقات دانست. آن‌ها کلاس «غول‌پیکر» را با دشمنان زره‌پوش در بازی‌های شوتر مانند دستینی و دیویژن مقایسه کردند و افزودند که این ویژگی نشان‌دهندهٔ درک عمیق ویژوال کانسپتس از تفاوت‌های کشتی، بازی‌های ورزشی و بازی‌های مبارزه‌ای سنتی است. اجرای پل هیمن در حالت Showcase نیز تحسین شد. در عین حال، داستان MyRise به دلیل تناقض میان روایت‌های واقعی و ساختگی و پیچیدگی‌های بی‌منطق آن مورد نقد قرار گرفت و حالت The Island به‌دلیل پرداخت‌های درون‌برنامه‌ای و طراحی ضعیف، «کاملاً افتضاح» توصیف شد.